# Hans Nord
Hans Robert Nord (ur. 11 października 1919 w Scheveningen, zm. 16 lipca 1996 w Hadze) – holenderski polityk i prawnik, działacz ruchu paneuropejskiego, poseł do Parlamentu Europejskiego I i II kadencji.

## Życiorys
Jego ojciec był ortodontą, rodzice rozwiedli się w 1946. Brat dziennikarza Maxa Norda. W czasie II wojny światowej działał w ruchu oporu. W 1941 ukończył studia prawnicze, w 1945 obronił doktorat na Uniwersytecie w Lejdzie. Praktykował jako adwokat i prokurator w Hadze, był też doradcą prawnym krajowego stowarzyszenia farmaceutycznego. Publikował prace dotyczące spraw europejskich i prawa międzynarodowego. Działał w ruchach paneuropejskich, m.in. w 1948 był jednym z sekretarzy kongresu haskiego. Od 1947 należał do władz Europejskiego Ruchu Federalistów Altiero Spinellego, zaś od 1958 do 1963 kierował holenderskim oddziałem Międzynarodowej Unii Paneuropejskiej. W latach 1963–1979 zajmował stanowisko sekretarza generalnego Parlamentu Europejskiego.
Wstąpił do Partii Ludowej na rzecz Wolności i Demokracji. W 1979 i 1984 wybierany eurodeputowanym, za drugim razem jako lider listy. Przystąpił do frakcji liberalno-demokratycznej. Został członkiem prezydium PE (1984–1987) i wiceszefem ELDR (1985–1989). Należał m.in. do Komisji ds. Instytucjonalnych oraz Komisji ds. Regulaminu i Petycji.
Był żonaty z Brytyjką. Komandor Orderu Oranje-Nassau, Orderu Zasługi Republiki Włoskiej, Orderu Zasługi Republiki Federalnej Niemiec oraz Orderu Narodowego Świętego Karola, a także Wielki Oficer Orderu Korony Dębowej, Orderu Korony oraz Orderu Orła Azteckiego.